# 日本独楽博物館
日本独楽博物館（にほんこまはくぶつかん）は、愛知県名古屋市港区にある私設博物館。

## 概要
館長の藤田由仁（1943年生まれ、こまのおっちゃんと呼ばれている）が1980年（昭和55年）に、兵庫県芦屋市に藤田独楽資料館を開館。1982年（昭和57年）には、転勤を機に名古屋市南区に日本独楽博物館を移転開館するも手狭となり、1989年（平成元年）に現在地に移転した。
館内には館長が収集した海外60数カ国の独楽と日本各地の独楽約2万点のほか、江戸時代から現代までの子供のおもちゃや生活用品を2万点、世界の手作り玩具と民族楽器1千点を収蔵展示している。
このほか、独楽やけん玉などの玩具で自由に遊べるスペースがあり、独楽の回し方や技を実際に教わることもできる。

## 交通アクセス
- 名古屋臨海高速鉄道あおなみ線「稲永駅」または、名古屋市営地下鉄名城線「築地口駅」より徒歩約15分[4]。